# Pont des Abadòs
El Pont des Abadòs és un pont sobre el riu Toran del municipi de Canejan (Vall d'Aran). És una obra inclosa en l'Inventari del Patrimoni Arquitectònic de Catalunya.

## Descripció
El pont des Abadòs està bastit damunt del riu Toran, en el brancal que comunica amb el nucli de Canejan. La vall del riu Toran es presenta força encaixada, cosa que obligà a bastir un notable pont, lògicament aprofitant sengles roques sobresortides en el llit com a base dels estreps. Així tota l'arcada de suport és bastant alta, d'estructura peraltada, amb les dovelles resoltes a partir de peces allargasades, disposades en full de llibre. Tot i que la vegetació amaga paraments s'hi entreveu en la resta una fàbrica de carreuons disposats en filades i units amb un morter de calç. La part superior del pont, condicionada, presenta un sol desnivell i baranes a mitjana altura.Aquest pon s'assembla al de Pontaut.

## Història
En el capbreu de Canejan de l'any 1313 ja compareix un Arnau Pont, sense que això permeti concretar més. El qüestionari Francisco de Zamora fa esment de tres palanques sobre el riu Toran, ribera de Canejan (1788). El diccionari de Pascual Madoz però ja consigna sobre el riu Toran l'existència d'un pont de pedra molt alt d'un sol arc (1850). Semblantment Juli Soler dexia clar que el camí de ferradura que menava a Canejan passava a l'altra banda del riu Toran per un vell pont de Pedra (1906).